# Chalid al-Faradż
Chalid al-Faradż (także Khaled El-Farej, Khaled Al-Farej; arab.: خالد الفرج, H̱ālid al-Faraǧ;  ur. 19 stycznia 1970) – syryjski zapaśnik, trzykrotny olimpijczyk. Jeden z najlepszych zapaśników arabskich.
Zawodnik trzykrotnie reprezentował swój kraj na igrzyskach olimpijskich: w 1988 (5. miejsce), 1992 (odpadł w eliminacjach) i 1996 (15. miejsce). Wielokrotny medalista imprez międzynarodowych: brąz na mistrzostwach świata w 1998, złoto na mistrzostwa Azji w 1992, 1995 i 1996, srebro na igrzyskach azjatyckich w 1994, złoto na igrzyskach panarabskich w 1992 i 1997, złoto na igrzyskach Azji zachodniej w 1997, złoto na igrzyskach śródziemnomorskich w 1987, 1991, 1993 i 1997. Wojskowy mistrz świata z 1997.